# Krijgsmacht van Noord-Macedonië
De Krijgsmacht van de Republiek Noord-Macedonië (Macedonisch:  Армија на Република Северна Македонија , Armija na Repoeblika Severna Makedonija) werd gevormd in 1992, na de terugtrekking van het Joegoslavisch Volksleger die slechts een klein aantal infanteriewapens achterliet en vier defecte tanks van het type T-34. Sinds 27 maart 2020 is het onderdeel van NAVO. Het is daarmee het dertigste land dat toe is getreden tot deze organisatie. 
De belangrijkste arm van de krijgsmacht in Noord-Macedonië is het leger (ARM), De ARM staat onder het commando van de minister van defensie. De krijgsmacht had in 2005 de beschikking over 498.259 strijdkrachten.

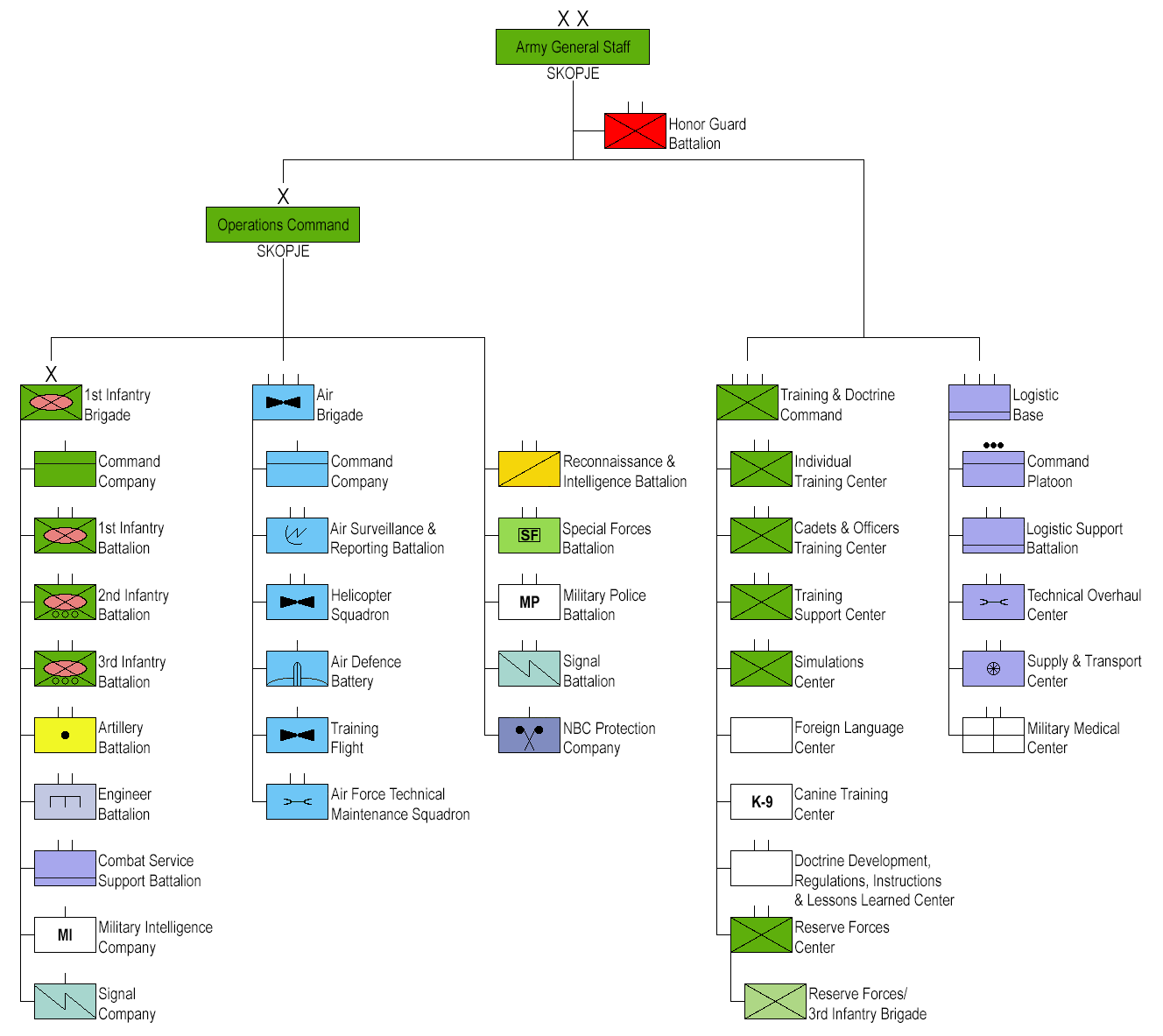
Organisatie van de Macedonische krijgsmacht

Sloveense Oorlog (1991) · Kroatische Oorlog (1991-95) · Bosnische Burgeroorlog (1992-95) · Kroatisch-Bosniakse Oorlog (1992-94) · Kosovo-oorlog (1998-99) · Operatie Allied Force (1999) · Conflict in de Preševo-vallei (2001) · Macedonisch conflict (2001)